# Gabriel Steiner
Gabriel Steiner (geboren 26. Mai 1883 in Ulm; gestorben 10. August 1965 in Detroit, Michigan) war ein deutschamerikanischer Neurologe.

## Leben
Der der jüdischen Religion angehörende Gabriel Steiner, Sohn des Simon Steiner, widmete sich nach dem Abitur dem Studium der Medizin an den Universitäten München, Würzburg, Freiburg sowie Straßburg, dort erfolgte 1910 seine Promotion zum Dr. med. 1913 habilitierte er sich als Privatdozent für Neurologie und Psychiatrie in Straßburg, 1919 folgte Steiner dem Ruf auf die außerordentliche Professur für diese Fächer sowie die Leitung des Pathologisch-Anatomischen Laboratoriums an die Universität Heidelberg, Stellungen, die er bis zu seiner Entlassung durch das NS-Regime anno 1933 innehielt.
1936 emigrierte Steiner in die USA, dort wurde ihm im Folgejahr die Professur der Neuropathologie und Neurologie an der Wayne State University School of Medicine in Detroit übertragen, 1954 wurde er emeritiert. Zuletzt fungierte er bis 1958 als Direktor des Michigan Multiple Sclerosis Center. 
Er war Mitglied paritätischen Verbindung Wirceburgia Würzburg im Burschenbunds-Convent.
Gabriel Steiner, der seit 1923 mit Greta Herford verheiratet war, starb im August 1965 im Alter von 82 Jahren in Detroit. 
Gabriel Steiner entdeckte mit Philaletes Kuhn die Spirochaeta argentinensis. Gabriel Steiners Forschungen betrafen unter anderem die familiäre Anlage zur Epilepsie sowie die Beziehung der Epilepsie zur Linkshändigkeit.

## Schriften (Auswahl)
- Epilepsie und Gliome..., Dissertation, Berlin 1910
- Der Tierversuch in Psychiatrie und Neurologie; akademische Antrittsvorlesung, Wiesbaden 1914
- Krankheitserreger und Gewebsbefund bei multipler Sklerose : vergleichend-histologisch-parasitologische Untersuchungen bei multipler Sklerose und anderen Spirochätosen, Springer, Berlin 1931
- Der gegenwärtige Stand der multiplen Sklerose-Forschung; nach einem am 4. Juli 1958, durch die Schweizerische MS-Liga zur Erforschung und Bekämpfung der Multiplen Sklerose in Bern veranstalteten Vortrag, Bern 1958
- Multiple Sklerose, ihre Ätiologie, Pathologie, Pathogenese und Therapie, Springer, Berlin 1962